# Newman Grove
Newman Grove – miasto w Stanach Zjednoczonych, w stanie Nebraska, w hrabstwie Madison.